# Emil Vogt (Prähistoriker)

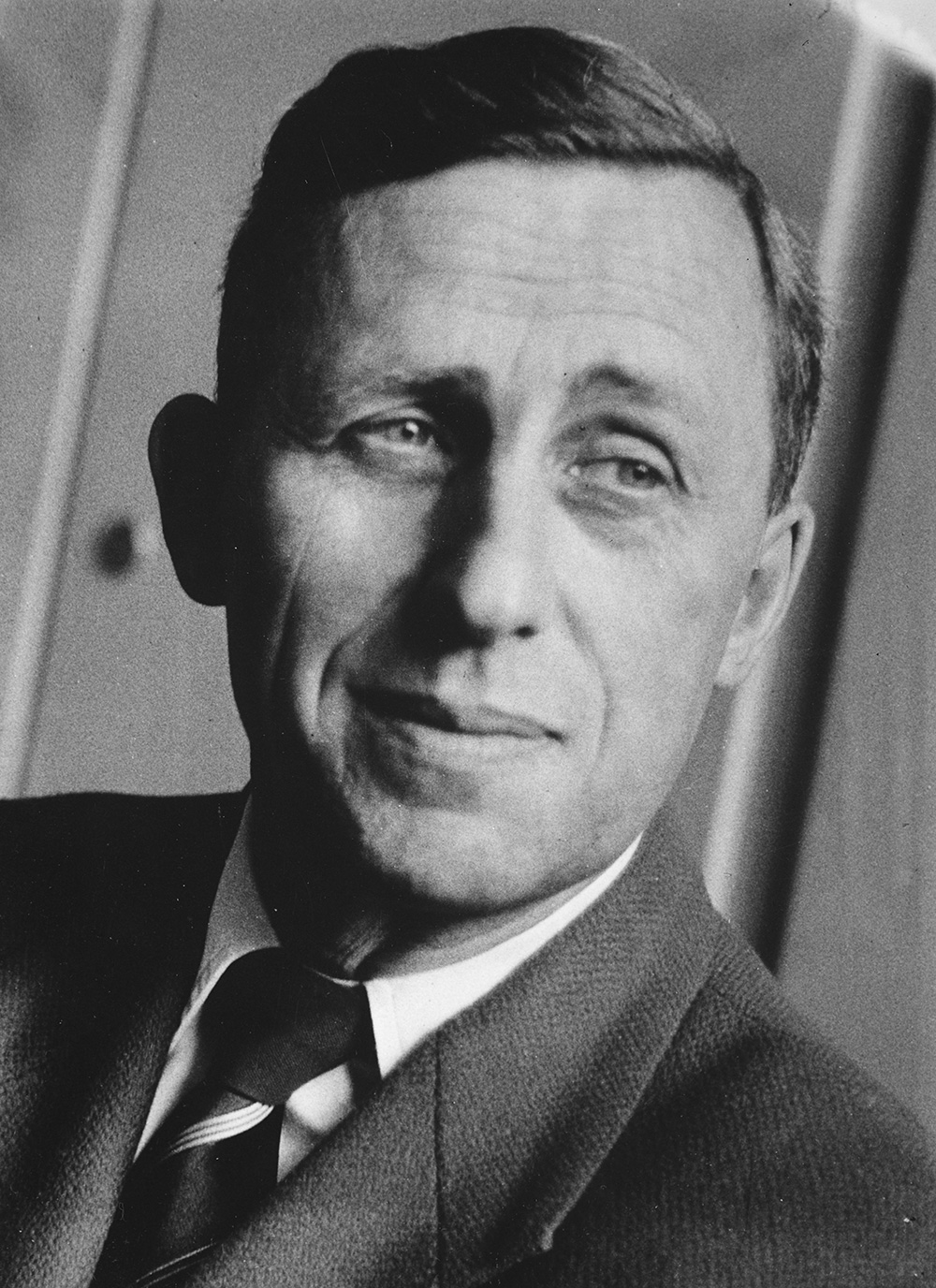
Emil Vogt

Emil Vogt (* 12. April 1906 in Basel; † 2. Dezember 1974 in Rüschlikon) war ein Schweizer Prähistoriker.

## Leben
Emil Vogt studierte bei Ernst Pfuhl an der Universität Basel Klassische Archäologie. Nach Studienaufenthalten an den Universitäten Breslau bei Hans Seger, Paris bei Henri Breuil, Berlin bei Max Ebert und Wien bei Oswald Menghin promovierte er 1929 in Basel summa cum laude. Seine Dissertation behandelte «Die spätbronzezeitliche Keramik der Schweiz und ihre Chronologie», sein Referent war David Viollier.

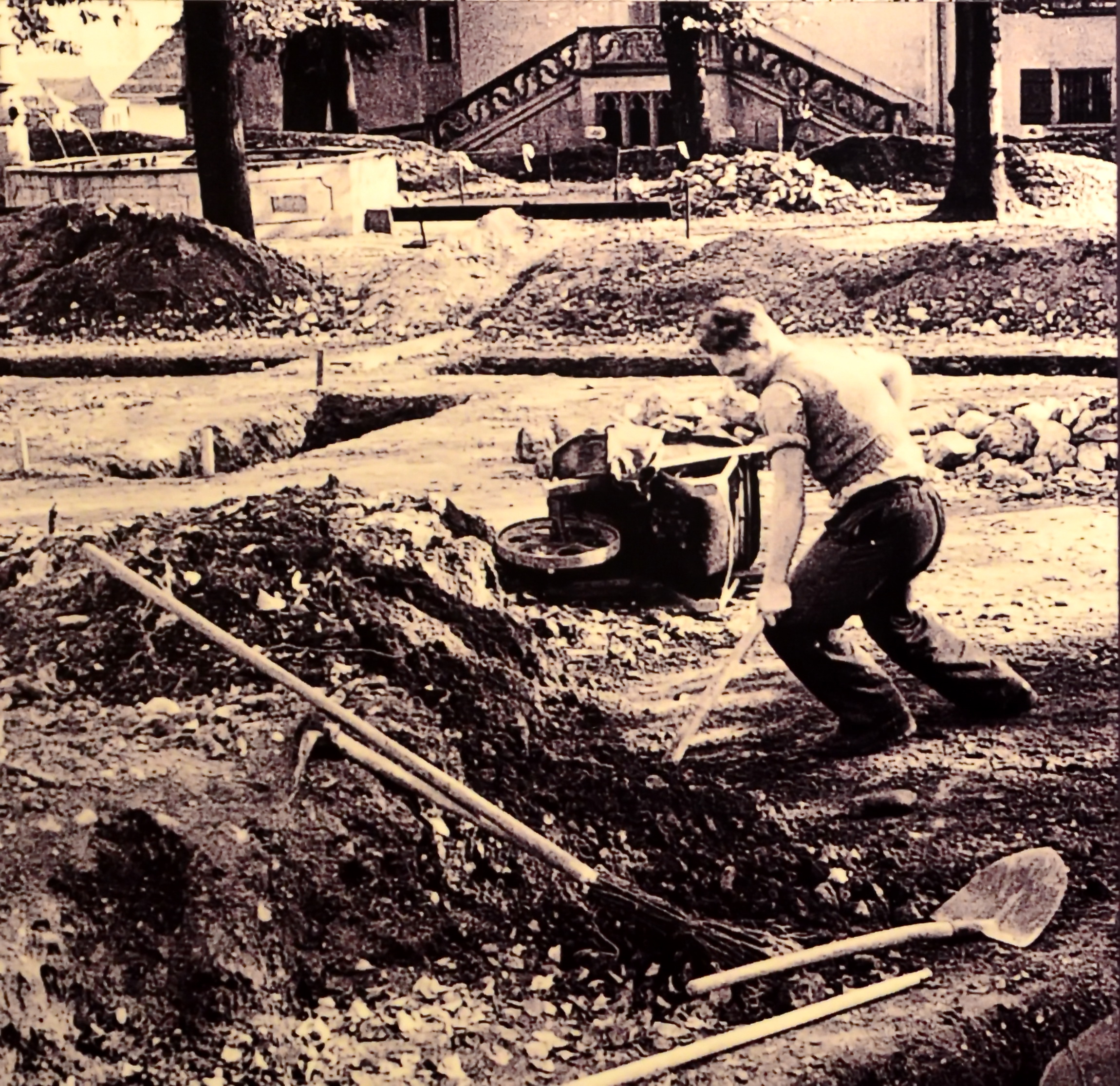
Die Ausgrabungen der Jahre 1937–1938 von Emil Vogt auf dem Lindenhof

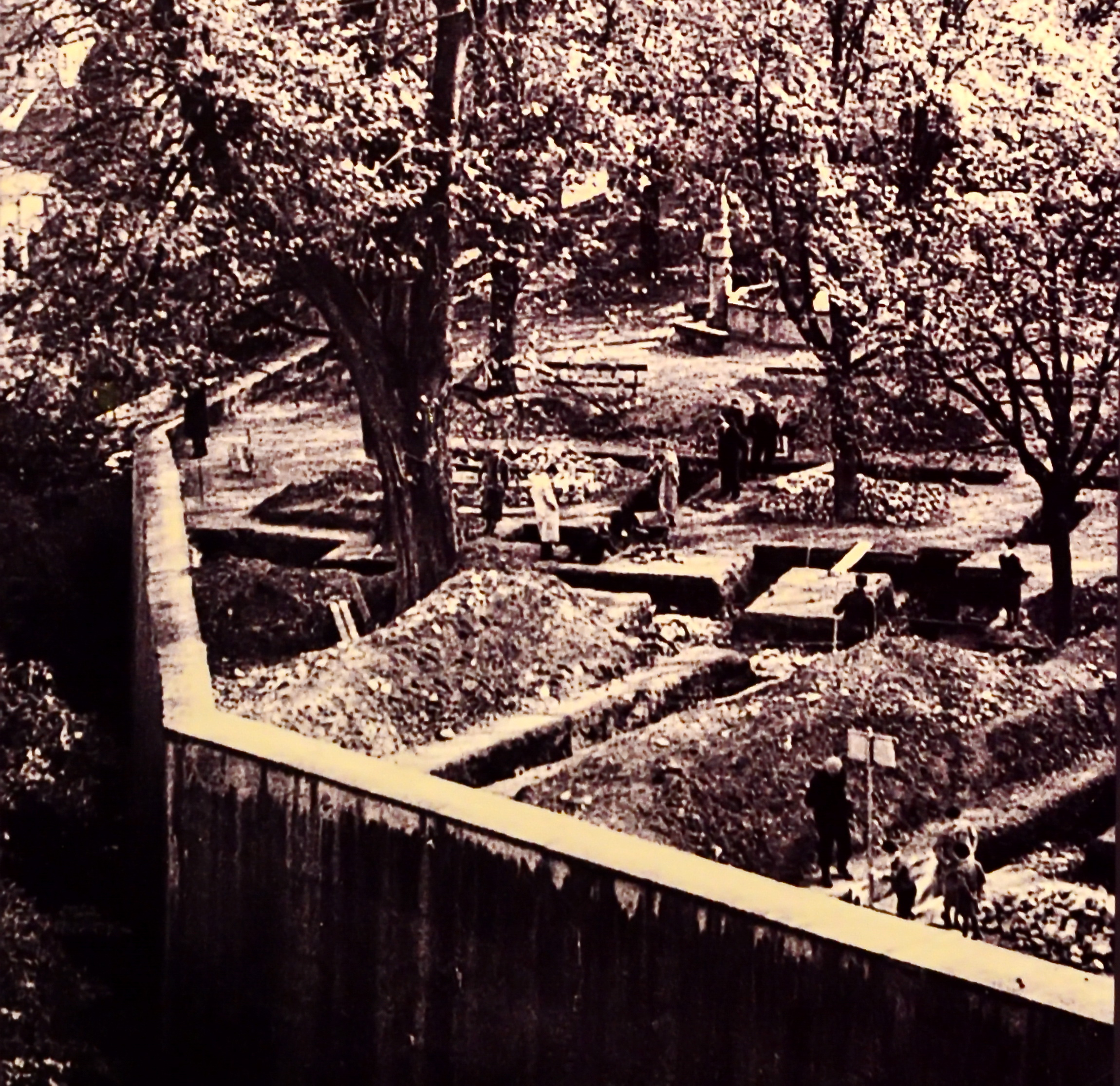
Die Ausgrabungen der Jahre 1937–1938 von Emil Vogt auf dem Lindenhof

1930 wurde Emil Vogt als Konservator für Ur- und Frühgeschichte an das Schweizerische Landesmuseum berufen. Ab 1953 war er Vizedirektor, von 1961 bis zu seiner Pensionierung 1971 Direktor.
Ab war Vogt 1933 Privatdozent an der ETH, ab 1940 Privatdozent an der Universität Zürich; dort lehrte er von 1945 bis 1974 als Extraordinarius für Ur- und Frühgeschichte. Mit seinen «Pfahlbaustudien» (1954) widerlegte er die romantische Pfahlbautheorie, indem er mittels der damals neuartigen Pollenanalyse nachwies, dass die Siedlungen nicht im Wasser, sondern auf Feuchtwiesen an den Seeufern standen. Die Seeufersiedlung Egolzwil spielte dabei zentrale Rolle. 

„Treten wir unvoreingenommen an den archäologischen Befund heran, so müssen wir zur Vorstellung der ebenerdigen Siedlung gelangen.“

Seit 1956 war Emil Vogt korrespondierendes Mitglied der Bayerischen Akademie der Wissenschaften. Er baute die wissenschaftlichen Dienste im Landesmuseum aus und modernisierte die Ausstellung. Im Zusammenhang mit den Ausgrabungen der Ufersiedlung Egolzwil, der Siedlung Cazis, des Kastells auf dem Lindenhof Zürich sowie der Ufersiedlungen Cortaillod und Horgen lieferte er wesentliche Forschungsbeiträge. Auf ihn gehen die Namen Lutzengüetle-Kultur (1964), Cortaillod-Kultur (1934), Egolzwiler Kultur (1951) und Horgener Kultur (1934) zurück.
Emil Vogt starb am 2. Dezember 1974 infolge eines Verkehrsunfalls.

„Disziplin und die bei Grabungen notwendige Fähigkeit zur Begeisterung der Mitarbeiter kennzeichneten seinen Weg als Archäologe. So vermochte er auch als Ausgräber in Zürich eine «Vogt-Schule» zu schaffen. Viele von uns sind denn auch in der Ausgrabungstechnik von diesem Meister geschult worden.“

## Werke
- Der Lindenhof in Zürich. Zwölf Jahrhunderte Stadtgeschichte auf Grund der Ausgrabungen 1937/38. Orell Füssli, Zürich 1948, S. 231.